# Sainghin-en-Weppes

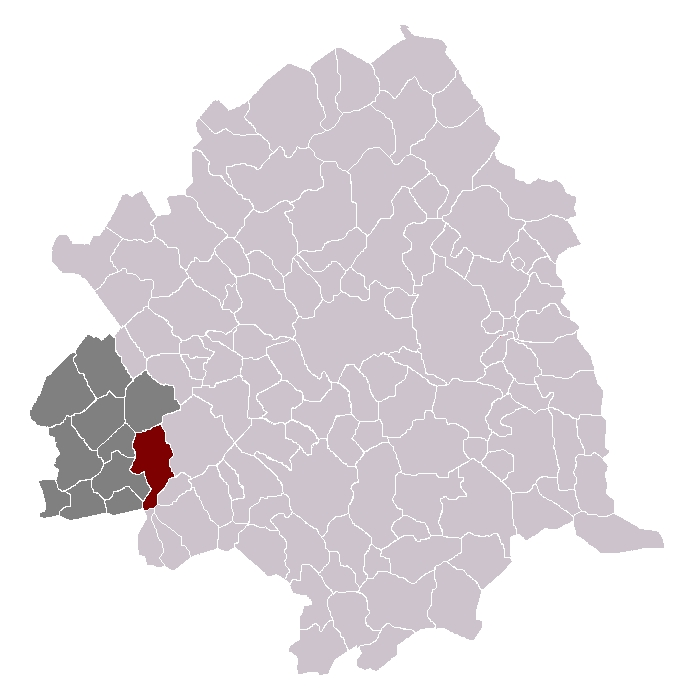
Ubicació de Sainghin-en-Weppes dins del cantó i el districte

Sainghin-en-Weppes és un municipi francès, situat a la regió dels Alts de França, al departament del Nord. L'any 2006 tenia 5.548 habitants. Limita al nord-oest amb Wicres, al nord amb Fournes-en-Weppes, a l'oest amb Marquillies, a l'est amb Wavrin, al sud-oest amb Billy-Berclau i Bauvin, al sud amb Annœullin i al sud-est amb Don.

## Demografia
| 1962                                       | 1968  | 1975  | 1982  | 1990  | 1999  | 2006  |
| ------------------------------------------ | ----- | ----- | ----- | ----- | ----- | ----- |
| 4.070                                      | 4.235 | 5.270 | 5.010 | 5.119 | 5.137 | 5.548 |
| Des de 1962: població sense dobles comptes |       |       |       |       |       |       |

## Administració
| Període   | Identitat          | Partit    |
| --------- | ------------------ | --------- |
| 1908-1925 | Désiré Grave-Duban | dreta     |
| 1925-1928 | Lucien Lenice      | radical   |
| 1928-1945 | Léon Lheureux      | dreta     |
| 1945-1967 | Jean Descamps      | gaullista |
| 1967-2000 | Georges Lanquetin  | PS        |
| 2000-     | Georges Legrand    | PS        |